# Europäisches Semester
Das Europäische Semester für die Koordinierung der Wirtschaftspolitik wurde 2011 im Rahmen der Europa-2020-Strategie eingeführt. Das Europäische Semester entstand auf Vorschlag der Europäischen Kommission und ermöglicht ihr die frühzeitige Überprüfung der nationalen Haushalts- und Reformentwürfe, bevor diese von den nationalen Parlamenten beschlossen werden. Das Hauptziel ist die Sicherung der nationalen Haushaltsdisziplin und eine leistungsfähigere Wirtschaft.

## Ablauf
Das Europäische Semester besteht aus einer festen Abfolge. Im Januar wird von der Europäischen Kommission der Jahreswachstumsbericht vorgestellt. Dieser analysiert jährlich die wirtschaftliche Lage der gesamten EU sowie der einzelnen Mitgliedstaaten. Im März einigt sich der Europäische Rat auf die wichtigsten Maßnahmen. Bis April müssen die Mitgliedstaaten ihre Stabilitäts- bzw. Konvergenzprogramme zu ihren nationalen Haushalten vorlegen. Diese dienen als Grundlage für die länderspezifischen Empfehlungen, welche von der Kommission bis Juni für jeden einzelnen Mitgliedstaat erarbeitet und vorgestellt werden – sie werden dem ECOFIN-Rat und dem Europäischen Rat zum Beschluss vorgelegt. Anfang Juli veröffentlicht der Europäische Rat die länderspezifischen Empfehlungen. Diese werden von den meisten Mitgliedstaaten lediglich zur Kenntnis genommen, bei der Verabschiedung ihrer nationalen Haushaltspläne und Politikmaßnahmen jedoch selten umgesetzt. So stellte das Europaparlament 2014 fest, dass die EU-Staaten weniger als 10 Prozent der von der Kommission empfohlenen Reformen umgesetzt haben. Der Jahreswachstumsbericht des Folgejahres evaluiert, ob und inwiefern  die länderspezifischen Empfehlungen von den Mitgliedstaaten einbezogen wurden.

## Kernelemente
Das Europäische Semester besteht seit 2012 aus drei festen Elementen, welche miteinander verbunden sind:
1. Länderspezifische Empfehlungen
2. Überprüfung des Verfahrens bei einem makroökonomischen Ungleichgewicht
3. Vorschläge im Zusammenhang mit dem Defizitverfahren

### 1. Länderspezifische Empfehlungen
Die länderspezifischen Empfehlungen werden von der Europäischen Kommission erarbeitet. Sie basieren auf der Evaluation der Umsetzung der im Vorjahr ausgesprochenen Empfehlungen in jedem einzelnen Mitgliedstaat. Die Empfehlungen begründen sich auf der Analyse der Nationalen Reformprogramme und Stabilitäts- oder Konvergenzprogramme. Die Empfehlungen beziehen sich auf eine Vielzahl von Themen, u. a. öffentliche Finanzen und Strukturerneuerungen im Bereich der Besteuerung sowie arbeitsmarktrelevante Fragen wie z. B. die Jugendarbeitslosigkeit. Die Empfehlungen beinhalten auch die Schlussfolgerungen des Verfahrens bei einem ökonomischen Ungleichgewicht bei den betroffenen Ländern.

### 2. Überprüfung des Verfahrens bei einem makroökonomischen Ungleichgewicht
Ein Warnmechanismus-Bericht bestimmt die Mitgliedstaaten, welche einer weiteren ökonomischen Analyse benötigen. Im Gesamtwirtschaftlichen Ungleichgewichtsverfahren soll festgestellt werden, ob bereits makroökonomische Ungleichgewichte vorliegen oder das Risiko deren Entstehung in naher Zukunft vorliegen könnte. Grundsätzlich werden im Verfahren Ursprung, Art und Umfang der (potentiellen) makroökonomischen Ungleichgewichte analysiert und anschließend eine Bewertung abgegeben, ob im betreffenden Land dieses Ungleichgewicht besteht. Das Verfahren wurde 2012 eingeführt. 2013 wurde die zweite Runde abgeschlossen. Bisher wurde das Verfahren in folgenden Mitgliedstaaten angewandt: Belgien, Bulgarien, Dänemark, Finnland, Frankreich, Italien, Malta, die Niederlande, Schweden, Slowenien, Spanien, Ungarn, das Vereinigte Königreich und Zypern.

### 3. Vorschläge im Zusammenhang mit dem Defizitverfahren
Die Kommission legt dem Rat ihre Vorschläge im Bezug auf das Defizitverfahren vor.